# Sarah Winnemucca
Sarah Winnemucca, född som Thocmentony omkring 1844 nära Lake Humboldt, Nevada, död 16 oktober 1891 vid Henrys Lake, Fremont County, Idaho, var en amerikansk författare och skolgrundare.
Nedslagskratern Winnemucca på planeten Venus är uppkallad efter henne.